# Bart Simpson's Escape from Camp Deadly
Bart Simpson's Escape from Camp Deadly est un jeu vidéo sorti sur Game Boy en 1991. Il a été développé par Imagineering et édité par Acclaim. 

## Histoire
Bart et Lisa vont passer l'été en camp de vacances. Cependant le camp est le dangereux "Camp de la mort"; dirigé par un parent éloigné de Mr. Burns, Ironfist Burns. Ses intentions sont de s'assurer que les enfants aient le moins d'amusement possible. À la fin du jour, Bart se rend compte qu'il est trop dangereux de rester là et fait une évasion de nuit dans la "Montagne mortel".